# Cercs
|  | Aquest article tracta sobre el municipi català. Si cerqueu els òrgans de molts artròpodes, vegeu «cerc (artròpodes)». |

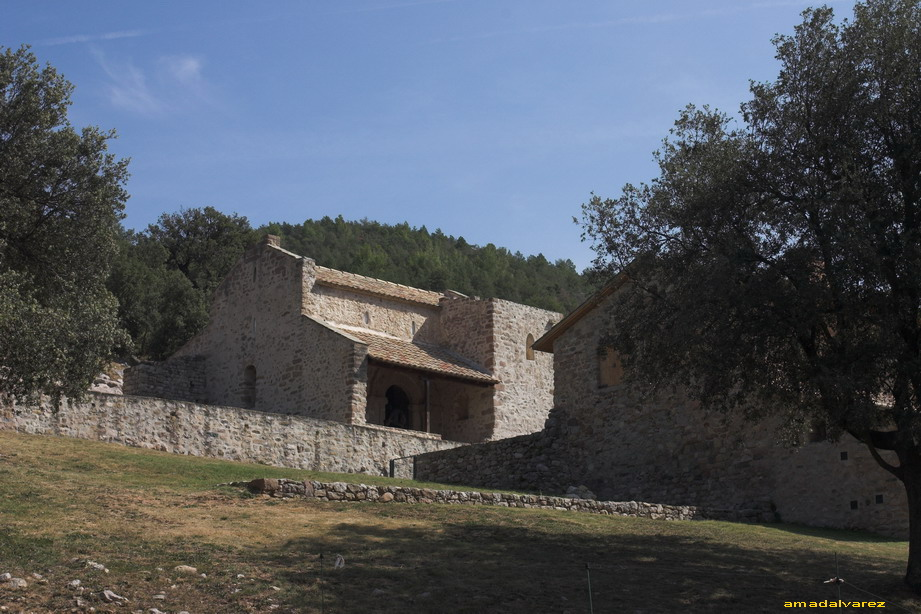
Sant Quirze de Pedret

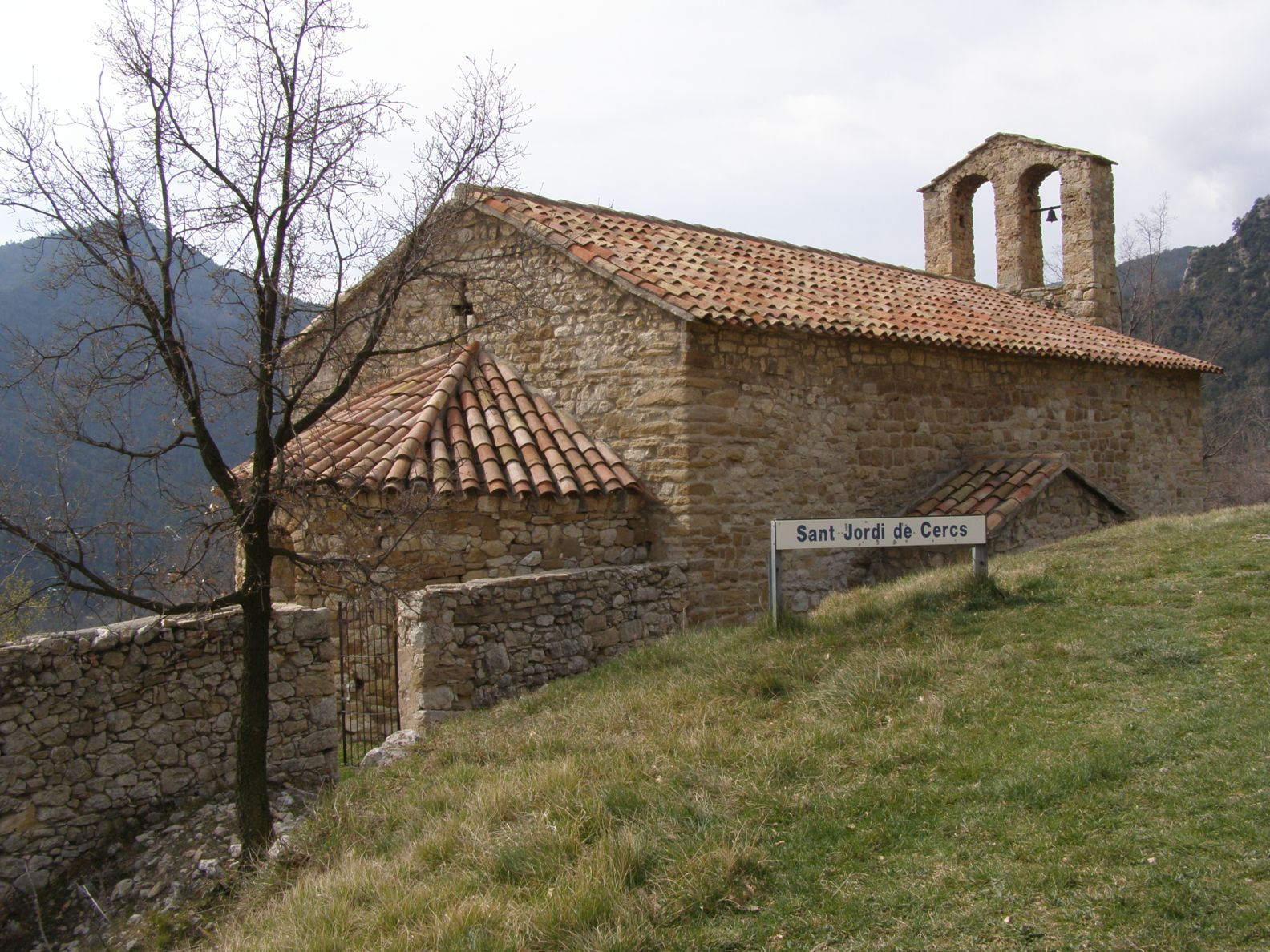
Ermita de Sant Jordi de Cercs

Cercs (antigament Pont de Rabentí) és una vila i municipi de la comarca del Berguedà, a Catalunya. Situat al nord de la ciutat de Berga, s'estén des dels Rasos de Peguera fins als cims de Vallcebre, a la dreta del riu Llobregat i a la riba de l'embassament de la Baells. El nom de la vila procedeix del mot quercus (roure en llatí).

## Geografia
- Llista de topònims de Cercs (Orografia: muntanyes, serres, collades, indrets..; hidrografia: rius, fonts...; edificis: cases, masies, esglésies, etc).

## Nuclis de població
| Entitat de població     | Habitants (2023) |
| Sant Jordi de Cercs     | 657              |
| Cercs                   | 245              |
| la Rodonella            | 170              |
| Colònia de Sant Corneli | 102              |
| Sant Josep              | 22               |
| Font: Idescat           |                  |

## Història
Format antigament per un grup de cases disseminades i conegudes amb el nom de Pont de Rabentí. És a partir de finals del segle xix quan va començar a créixer espectacularment a causa de l'auge de la indústria tèxtil i a l'explotació del carbó, que va fer aparèixer en els anys 1910/1920 les colònies de cases prop de les mines, com Sant Corneli i Sant Josep. A mitjan segle xx es va començar a construir la Rodonella. Sant Jordi és el nucli més nou, es va inaugurar el 1976 quan Sant Salvador de la Vedella va quedar inundat per la construcció del pantà de La Baells.
| 1497 f | 1515 f | 1553 f | 1717 | 1787 | 1857 | 1877 | 1887 | 1900 | 1910 |
| ------ | ------ | ------ | ---- | ---- | ---- | ---- | ---- | ---- | ---- |
| 17     | 10     | 20     | 212  | 192  | 902  | 676  | 475  | 532  | 751  |

| 1920  | 1930  | 1940  | 1950  | 1960  | 1970  | 1981  | 1990  | 1992  | 1994  |
| ----- | ----- | ----- | ----- | ----- | ----- | ----- | ----- | ----- | ----- |
| 1.445 | 1.976 | 2.474 | 3.186 | 4.148 | 3.669 | 1.875 | 1.745 | 1.651 | 1.651 |

| 1996  | 1998  | 2000  | 2002  | 2004  | 2006  | 2008  | 2010  | 2012  | 2014  |
| ----- | ----- | ----- | ----- | ----- | ----- | ----- | ----- | ----- | ----- |
| 1.496 | 1.483 | 1.454 | 1.414 | 1.338 | 1.333 | 1.324 | 1.326 | 1.306 | 1.246 |

| 2016  | 2018  | 2020  | 2022  | 2024  | 2026 | 2028 | 2030 | 2032 | 2034 |
| ----- | ----- | ----- | ----- | ----- | ---- | ---- | ---- | ---- | ---- |
| 1.183 | 1.152 | 1.150 | 1.169 | 1.193 | -    | -    | -    | -    | -    |

El 1857 incorpora Pedret i Sant Salvador de la Vedella; i el 1945, la Baells.

## Política
| Candidatura | Candidatura          | Cap de llista  | Vots | Regidors | % vots  |
| ----------- | -------------------- | -------------- | ---- | -------- | ------- |
|             | JxCat                | Jesús Calderer | 333  | 5        | 47,98%  |
|             | AM                   | Jordi Riera    | 265  | 3        | 38,18 % |
|             | PIBER (Independents) | Germán Sánchez | 72   | 1        | 10,37%  |
|             | Vot en blanc         |                | 24   |          | 3,46%   |
|             | Vot nul              |                | 15   |          | 2,22%   |
| Total       | Total                | 709            | 709  | 9        |         |

## Llocs d'interès
- Sant Quirze de Pedret, església preromànica del segle ix
- Església parroquial de Santa Maria de Cercs
- Pont de Pedret. Pont gòtic documentat l'any 1286[2]
- Capella de Sant Jordi de Cercs, romànica
- Santuari de la Mare de Déu de la Consolació, d'estil barroc
- Església de Sant Corneli i Sant Cebrià, del segle xi
- Museu de les Mines de Cercs, inaugurat el 1999[3]

## Cercorins notables
- Elena Jordi (1882), actriu, empresària teatral i directora de cinema catalana
- Marie Kapretz (Berlín, 1975), delegada del govern a Alemanya.